# Ruta de Illinois 134
La Ruta de Illinois 134, y abreviada IL 134 (en inglés: Illinois Route 134) es una carretera estatal estadounidense ubicada en el estado de Illinois. La carretera inicia en el sur desde la US 12  , IL 59   en Fox Lake hacia el norte en la IL 120     en Hainesville. La carretera tiene una longitud de 9 km (5.62 mi).

## Mantenimiento
Al igual que las autopistas interestatales, y las rutas federales y el resto de carreteras estatales, la Ruta de Illinois 134 es administrada y mantenida por el Departamento de Transporte de Illinois por sus siglas en inglés IDOT.